# Лоріс Маргаритіс
Ло́ріс Маргари́тіс (грец. Λώρης Μαργαρίτης; * 25 серпня 1895, Егіо,— † 27 вересня 1953, Афіни) — грецький піаніст і музичний педагог.
Музичну кар'єру розпочав у дитинстві як піаніст-вундеркінд. Навчався в Берліні та Мюнхені. Проте сподівання на його подальший професійний поступ не виправдалися: подорослішавши, він нічого надзвичайного вже за роялем не демонстрував. Тоді Маргаритіс повернувся до Греції (1915) і почав викладати в консерваторії в Салоніках.